# Rally Dakar de 2003
El Rally Dakar de 2003, la vigesimoquinta edición de esta carrera rally raid, se realizó del 1 al 19 de enero de ese año. El trayecto total de esta versión, que se extendió entre Marsella y Sharm el-Sheij, fue de 8552 km y se disputó por rutas de Francia, España, Túnez, Gran Yamahiriya Árabe Libia Popular Socialista (actual Libia) y Egipto.
Los vencedores fueron Richard Sainct en motos, el japonés Hiroshi Masuoka en coches y el ruso Vladímir Chaguin en camiones.
Participaron un total de 130 coches, 162 motocicletas y 51 camiones, de los cuales llegaron a la final 61, 98 y 27, respectivamente.

## Recorrido
| Etapa | Fecha       | Origen                | Destino               | Total (km)      |
| ----- | ----------- | --------------------- | --------------------- | --------------- |
| 1     | 1 de enero  | Marsella              | Narbona               | 265             |
| 2     | 2 de enero  | Narbona               | Castellón de la Plana | 574             |
| 3     | 3 de enero  | Castellón de la Plana | Valencia              | 95              |
| 4     | 5 de enero  | Túnez                 | Tozeur                | 463             |
| 5     | 6 de enero  | Tozeur                | El Borma              | 494             |
| 6     | 7 de enero  | El Borma              | Gadamés               | 278             |
| 7     | 8 de enero  | Gadamés               | Ghat (Libia)          | 691             |
| 8     | 9 de enero  | Ghat (Libia)          | Sabha                 | 727             |
| 9     | 10 de enero | Sabha                 | Zillah                | 585             |
| 10    | 11 de enero | Zillah                | Sarir                 | 554             |
| 11    | 12 de enero | Sarir                 | Siwa                  | 586             |
|       | 13 de enero | Día de descanso       | Día de descanso       | Día de descanso |
| 12    | 14 de enero | Siwa                  | Siwa                  | 445             |
| 13    | 15 de enero | Siwa                  | Dakhla                | 657             |
| 14    | 16 de enero | Dakhla                | Luxor                 | 702             |
| 15    | 17 de enero | Luxor                 | Abu Rish              | 576             |
| 16    | 18 de enero | Abu Rish              | Sharm el-Sheij        | 828             |
| 17    | 19 de enero | Sharm el-Sheij        | Sharm el-Sheij        | 56              |

## Vencedores por etapas
| Etapa | Motocicletas        | Coches               | Camiones         |
| ----- | ------------------- | -------------------- | ---------------- |
| 1     | Cyril Despres       | Kenjiro Shinozuka    | André de Azevedo |
| 2     | Richard Sainct      | Stéphane Peterhansel | Jan de Rooy      |
| 3     | Cyril Despres       | Hiroshi Masuoka      | Gérard de Rooy   |
|       | Día de descanso     |                      |                  |
| 4     | Nani Roma           | Stéphane Peterhansel | Jan de Rooy      |
| 5     | Richard Sainct      | Hiroshi Masuoka      | Karel Loprais    |
| 6     | Alfie Cox           | Stéphane Peterhansel | Gérard de Rooy   |
| 7     | Richard Sainct      | Stéphane Peterhansel | Gérard de Rooy   |
| 8     | Giovanni Sala       | Hiroshi Masuoka      | Vladimir Chagin  |
| 9     | Richard Sainct      | Ari Vatanen          | Gérard de Rooy   |
| 10    | Per-Gunnar Lundmark | Hiroshi Masuoka      | André de Azevedo |
| 11    | Fabrizio Meoni      | Stéphane Peterhansel | Gérard de Rooy   |
|       | Día de descanso     |                      |                  |
| 12    | Giovanni Sala       | Stéphane Peterhansel | Vladimir Chagin  |
| 13    | Fabrizio Meoni      | Ari Vatanen          | Firdaus Kabirov  |
| 14    | Richard Sainct      | Luc Alphand          | Firdaus Kabirov  |
| 15    | Fabrizio Meoni      | Ari Vatanen          | Firdaus Kabirov  |
| 16    | Cyril Despres       | Stéphane Henrard (1) | Firdaus Kabirov  |
| 17    | Per-Gunnar Lundmark | Ari Vatanen          | Firdaus Kabirov  |

- (1) Miki Biasion marcó el mejor tiempo de la etapa, pero fue despojado de la victoria después de ser penalizado con un tiempo de diez horas por un cambio de la caja de cambios en el parque cerrado.

## Clasificaciones finales
- Diez primeros clasificados en cada una de las tres categorías en competencia.

### Motos
| Rank. | Piloto                  | Marca | Tiempo    |
| ----- | ----------------------- | ----- | --------- |
| 1     | Richard Sainct          | KTM   | 53:24:32  |
| 2     | Cyril Despres           | KTM   | + 7:18    |
| 3     | Fabrizio Meoni          | KTM   | + 37:30   |
| 4     | Jean Brucy              | KTM   | + 1:36:29 |
| 5     | Jean de Azevedo         | KTM   | + 1:46:05 |
| 6     | Per-Gunnar Lundmark     | KTM   | + 1:55:57 |
| 7     | Pål Anders Ullevålseter | KTM   | + 2:40:42 |
| 8     | Carlo de Gavardo        | KTM   | + 3:29:01 |
| 9     | Marek Dabrowski         | KTM   | + 3:51:00 |
| 10    | François Flick          | KTM   | + 4:03:06 |

### Coches

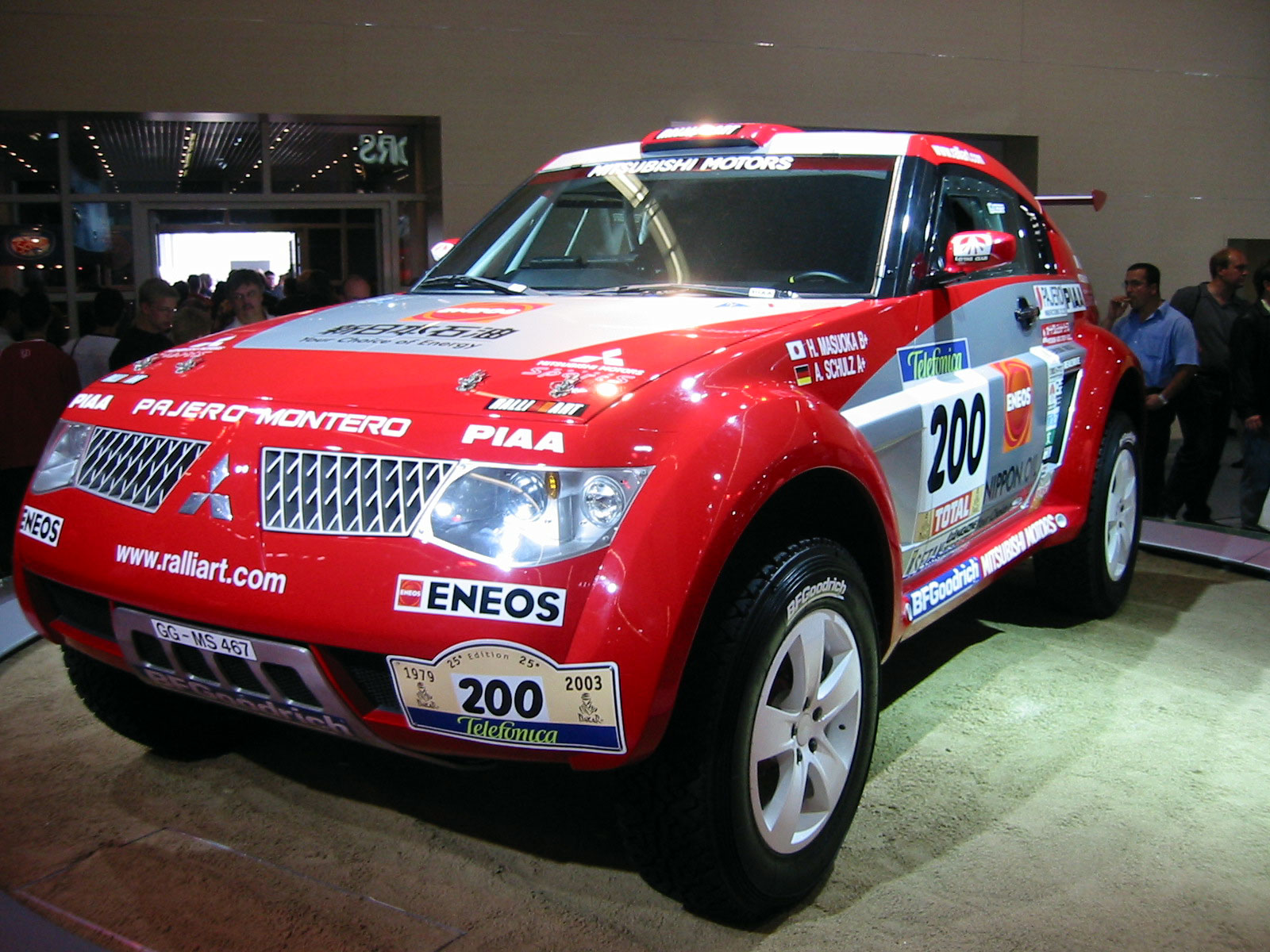
Mitsubishi Pajero de Hiroshi Masuoka vencedor de la categoría de coches.

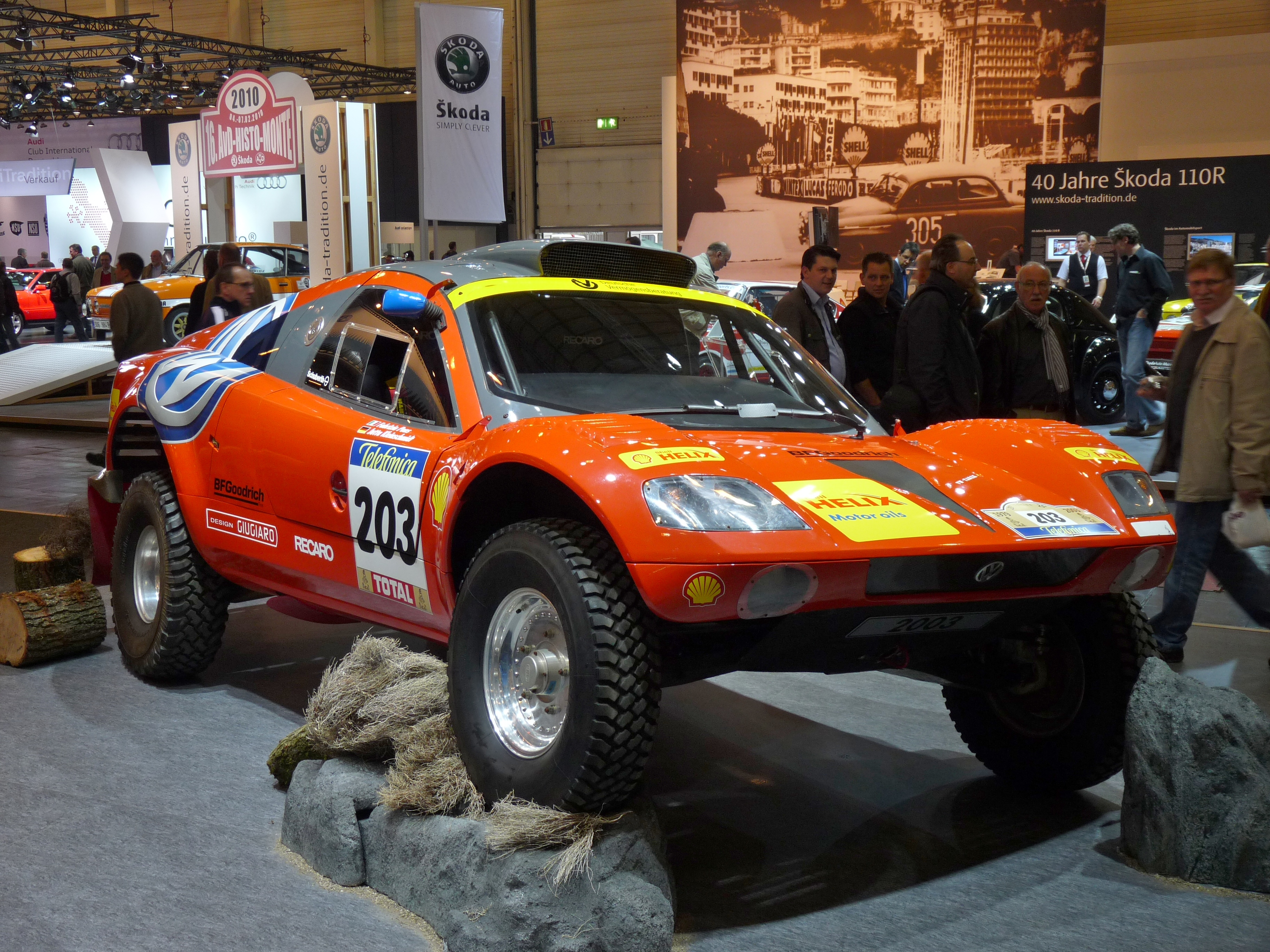
Volkswagen-Buggy de Jutta Kleinschmidt y Fabrizia Pons, octava posición en coches.

| Rank. | Piloto               | Copiloto          | Marca            | Tiempo    |
| ----- | -------------------- | ----------------- | ---------------- | --------- |
| 1     | Hiroshi Masuoka      | Andreas Schulz    | Mitsubishi       | 49:08:52  |
| 2     | Jean-Pierre Fontenay | Gilles Picard     | Mitsubishi       | + 1:52:12 |
| 3     | Stéphane Peterhansel | Jean-Paul Cottret | Mitsubishi       | + 2:16:28 |
| 4     | Carlos Sousa         | Henri Magne       | Mitsubishi       | + 2:27:47 |
| 5     | Giniel de Villiers   | Pascal Maimon     | Nissan           | + 2:45:55 |
| 6     | Stéphane Henrard     | Bobby Willis      | Volkswagen-Buggy | + 3:42:15 |
| 7     | Ari Vatanen          | Tina Thörner      | Nissan           | + 4:25:59 |
| 8     | Jutta Kleinschmidt   | Fabrizia Pons     | Volkswagen-Buggy | + 8:16:56 |
| 9     | Luc Alphand          | Matthew Stevenson | BMW              | + 8:56:06 |
| 10    | José Luis Monterde   | Rafael Tornabell  | Mitsubishi       | + 9:08:19 |

### Camiones
| Rank. | Piloto             | Copiloto                         | Marca         | Tiempo     |
| ----- | ------------------ | -------------------------------- | ------------- | ---------- |
| 1     | Vladimir Chagin    | Semen Yakubov Sergey Savostin    | Kamaz         | 61:36:40   |
| 2     | André de Azevedo   | Tomáš Tomeček Jaromír Martinec   | Tatra         | + 1:02:01  |
| 3     | Firdaus Kabirov    | Aydar Belyaev Ilgizar Mardeev    | Kamaz         | + 1:25:04  |
| 4     | Jan de Rooy        | Yvo Guesens Hugo Duisters        | DAF           | + 2:38:49  |
| 5     | Yoshimasa Sugawara | Seiichi Suzuki Teruhito Sugawara | Hino          | + 10:21:28 |
| 6     | Philippe Jacquot   | Jacky Maillot Eric Simonin       | MAN           | + 17:27:42 |
| 7     | Jean-Paul Bosonnet | Serge Lacourt Pascal Bonnaire    | Mercedes-Benz | + 17:53:05 |
| 8     | Corrado Pattono    | Enrico Santoro                   | Mercedes-Benz | + 18:30:29 |
| 9     | Maurizio Panseri   | Giacomo Paccani Mario Cambiaghi  | Mercedes-Benz | + 19:31:28 |
| 10    | Franz Echter       | Johannes Lehrer Detlef Ruf       | MAN           | + 19:52:38 |